# Полярный научно-исследовательский институт морского рыбного хозяйства и океанографии имени Н. М. Книповича
Полярный научно-исследовательский институт морского рыбного хозяйства и океанографии имени Н. М. Книповича (ПИНРО) — Мурманский отраслевой научно-исследовательский институт, один из нескольких научно-исследовательских институтов России, подведомственных Федеральному агентству по рыболовству (Росрыболовство).

## История
Создан 10 марта 1921 года как Плавучий морской научный институт (Плавморнин, официальное название «Плавучий морской научный институт»).
В 1929—1933 годах институт назывался «Государственный океанографический институт СССР» (ГОИН).
С 1935 года носит имя академика Н. М. Книповича.
В годы Великой Отечественной войны Институт был эвакуирован в Архангельск.
В 1949—1958 гг. институт возглавлял И. И. Лагунов.
В 2018 году в результате объединения рыбохозяйственных институтов в единый научный центр на базе Всероссийского НИИ рыбного хозяйства и океанографии (ВНИРО) ПИНРО преобразован в Полярный филиал ФГБНУ «ВНИРО».

## Деятельность
Основная задача коллектива учёных Полярного института — ежегодное обоснование величины общего допустимого улова промысловых рыб, беспозвоночных, водорослей и млекопитающих. Основное научное внимание уделяется треске, пикше, мойве, сельди, гренландскому палтусу, камчатскому крабу баренцевоморской популяции, сёмге. Район ответственности института — Карское, Баренцево, Белое, Норвежское, Гренландское моря, воды Северо-Западной Атлантики, а также пресноводные водоёмы Мурманской и Архангельской областей, республики Коми, Ненецкого автономного округа.

## Сотрудники
Адров Михаил Михайлович (1908—1983) — заведующий лабораторией гидрологии (промысловой океанографии) (1948—1973).

## Филиалы
ПИНРО имеет Северное отделение, находящееся в г. Архангельске.